# Gazeta Jarosławska
Gazeta Jarosławska – tygodnik Ziemi Jarosławskiej. Aktualności i wydarzenia.
Tygodnik „Gazeta Jarosławska” ukazuje się we wtorki i publikuje aktualności z terenu powiatów jarosławskiego i przeworskiego. Tygodnik zawiera: wydarzenia, rozmaitości, kronikę policyjną, przepisy kulinarne, ogłoszenia, sport i reklamy.
9 lutego 1992 roku ukazał się pierwszy numer Gazety Jarosławskiej i okolicznej, która zasięgiem obejmowała: Miasto Jarosław i gminy: Jarosław, Chłopice, Laszki, Pawłosiów, Radymno, Rokietnica, Roźwienica, Wiązownica. Początkowo objętość gazety wynosiła 8 stron.
Od 11 czerwca 2008 roku tygodnik obejmuje swym zasięgiem powiaty: jarosławski i przeworski.
Od 2 marca 2022 roku nastąpił podział na Gazetę Jarosławską i Gazetę Przeworską. 
Redaktorzy naczelni
1992 – Edward Michocki
1992 – Marek Domaraszek
1992 – Marek Szczygieł
1997 – Ewa Kłak-Zarzecka
1997–1999 – Mirosław Sosna
2000–2005 – Agnieszka Sykała
2005–2018 – Agnieszka Sosna
2019- 2020 – Roman Kijanka
2021 - Agnieszka Sosna